# Vrh pri Šentjerneju
Vrh pri Šentjerneju je naselje v Občini Šentjernej.